# Benetice (Světlá nad Sázavou)
Benetice (německy Benetitz) jsou vesnice, část města Světlá nad Sázavou v okrese Havlíčkův Brod. Součástí vesnice je osada Mezilesí, místními obyvateli také nazývaná Hory.
Benetice mají od roku 2003 svůj osadní výbor. Do roku 2011 byl osadní výbor tříčlenný.
V minulosti stávaly v Beneticích sklárny, po kterých se dodnes jmenují některá místa (Na sušírnách, nebo Sklárenský rybník).
Poblíž se nachází rekreační středisko, bývalý pionýrský tábor. Na Benetické návsi stojí lípa, která zde byla vysazena v roce 1945 místním hajným Ladislavem Sveřepou.
Nedaleko Benetic se nachází druhý nejvyšší vrchol Světelska a Ledečska – Žebrákovský kopec (601 metrů nad mořem).
Z Benetic je krásně vidět hrad Lipnice, na kterém v letech 1999 až 2009 na přelomu července a srpna konal sraz Velorexů.

## Název
Název se vyvíjel od varianty Beneczicz (1375, 1425), Byneticze (1591 a 1636), Beneticze (1654) a Benetitz v letech 1787 a 1843. Místní jméno znamenalo ves lidí Beňatových. Pojmenování je rodu ženského, čísla pomnožného, genitiv zní Benetic.

## Obyvatelstvo
| Rok            | Rok    | 1869 | 1880 | 1890 | 1900 | 1910 | 1921 | 1930 | 1950 | 1961 | 1970 | 1980 | 1991 | 2001 | 2010 | 2011 | 2014 | 2015 | 2016 | 2017 | 2018 | 2019 | 2020 | 2021 | 2022 | 2023 | 2024 |
| -------------- | ------ | ---- | ---- | ---- | ---- | ---- | ---- | ---- | ---- | ---- | ---- | ---- | ---- | ---- | ---- | ---- | ---- | ---- | ---- | ---- | ---- | ---- | ---- | ---- | ---- | ---- | ---- |
| Počet obyvatel | celkem | 136  | 120  | 95   | 89   | 125  | 110  | 112  | 87   | 57   | 48   | 57   | 39   | 32   | 30   | 29   | 22   | 22   | 21   | 21   | 20   | 19   | 19   | 18   | 17   | 17   | 14   |
| Počet obyvatel | muži   | 136  | 120  | 95   | 89   | 125  | 110  | 112  | 87   | 57   | 48   | 57   | 39   | 32   | 17   | 29   | 11   | 11   | 10   | 10   | 10   | 10   | 11   | 9    | 9    | 8    | 7    |
| Počet obyvatel | ženy   | 136  | 120  | 95   | 89   | 125  | 110  | 112  | 87   | 57   | 48   | 57   | 39   | 32   | 13   | 29   | 11   | 11   | 11   | 11   | 10   | 9    | 8    | 9    | 8    | 9    | 7    |

| Rok          | Rok     | 2010  | 2014  | 2015  | 2016  | 2017  | 2018  | 2019  | 2020  | 2021  | 2022  | 2023  | 2024  |
| ------------ | ------- | ----- | ----- | ----- | ----- | ----- | ----- | ----- | ----- | ----- | ----- | ----- | ----- |
| Průměrný věk | celkový | 52,13 | 55,64 | 56,64 | 56,79 | 57,79 | 53,15 | 51,80 | 49,35 | 52,89 | 54,50 | 57,00 | 61,92 |
| Průměrný věk | muži    | 46,06 | 48,37 | 49,37 | 47,85 | 48,85 | 41,22 | 42,22 | 39,38 | 44,11 | 45,11 | 45,62 | 52,57 |
| Průměrný věk | ženy    | 60,07 | 62,92 | 63,91 | 64,91 | 65,91 | 65,09 | 62,45 | 63,06 | 61,67 | 65,06 | 67,11 | 71,27 |

V roce 2024 bylo pouze jedinému obyvateli Benetic méně než 18 let.

## Historie

### Založení Benetic
Zakladatelem vsi je Beňata, podle kterého získala ves své jméno. Původní ves se nacházela jihovýchodně od současných Benetic, u potoka naproti benetické myslivně. Tuto polohu potvrzují zde nalezené úlomky keramiky. Tyto úlomky jsou velmi podobné nálezům z hradů Lipnice a Orlíka u Humpolce, takže pravděpodobně pocházejí z 15. až 16. století. Od svého vzniku byla ves součástí světelského panství, se kterým má společné dějiny.

### Místní samospráva
V roce 1850 byly zřízeny okresy a Benetice patřily pod politický a soudní okres v Ledči nad Sázavou. V Beneticích byl založen obecní úřad, pod který patřily také osady Opatovice a Žebrákov. Opatovice se v roce 1931 osamostatnily. V roce 1960 byl obecní úřad zrušen a Benetice připadly pod Místní národní výbor v Mrzkovicích. Od 1. července 1980 jsou Benetice součástí Světlé nad Sázavou. V roce 2003 byl v Beneticích založen osadní výbor.

### Doprava
V roce 1836 byly započaty práce na stavbě vůbec první silnice spojující město Světlá nad Sázavou a tehdejší okresní město Ledeč nad Sázavou, která vede přes Benetice. Silnice byla dostavěna v roce 1848. V té době byla nynější silnice vedoucí přes Mrzkovice ukončena v Leštince jako cesta. Silnice byla v roce 1971 vyasfaltována.
Část této silnice mezi Beneticemi a Vilémovicemi byla 8. dubna 1988 rozhodnutím ministerstva vnitra ČSR (čj. SD/21 – 1649/88) vyřazena ze silniční sítě a převedena do kategorie účelové komunikace. Povrch této části bývalé silnice mezi Beneticemi a Vilémovicemi byl naposledy rekonstruován v roce 1988. Od té doby na ní bylo pouze provizorně opraveno několik vymletých děr, takže účelová komunikace dospěla do tak kritického stavu, že na ní byla snížena rychlost na 30 km/h. Situace dospěla až do stavu, kdy se na projetí silnice uzavírali mezi mladými sázky. Komunikace je tak považována za vůbec nejhorší komunikaci v kraji Vysočina. Veškeré žádosti o opravu až do roku 2015 skončily neúspěchem. Pro Kraj Vysočina celá záležitost končí tím, že silnice byla vyřazena ze silniční sítě v roce 1988, takže podle mluvčí kraje Vysočina Jitky Svatošové není Kraj Vysočina vlastníkem této komunikace, a to i přesto, že v oficiálních mapách je Kraj Vysočina jako vlastník uváděn. Podle starosty Vilémovic tím, že se Kraj komunikace vzdal, komunikace přešla do správy obcí, na jejichž katastru silnice leží, takže malou část komunikace, která leží v katastru Vilémovic se obec Vilémovice snaží vyspravit, zatímco obec Pavlov část komunikace ležící v katastru obce Pavlov opravit nechce. Opravu nechce zajistit ani Světlá nad Sázavou, podle které by se o opravu měl postarat Kraj Vysočina. V roce 2016 obyvatelé Benetic požádali o pomoc v této europoslance Tomáše Zdechovského, který poslal žádost o opravu této komunikace přímo hejtmanovi kraje Vysočina Jiřímu Běhounkovi. Po jeho žádosti kraj Vysočina slíbil opravení nejkritičtějších úseků komunikace, tedy tří největších výmolů, které mají být zasypány, aby byla zajištěna sjízdnost pro vozy záchranné služby.
Kraj Vysočina a město Světlá nad Sázavou se později dohodli na celkové opravě komunikace, po jejíž provedení bude komunikace převedena do majetku města Světlá nad Sázavou. Mluvčí kraje Vysočina Jitka Svatošová k této dohodě poznamenala, že občané nemají čekat zázraky, protože případné opravy budou svou zásadností korespondovat s významem komunikace, který je z pohledu 4 500 kilometrů silnic druhé a třetí třídy Kraje Vysočina zanedbatelný. Podle místostarosty Světlé nad Sázavou Josefa Hnika se město Světlá nad Sázavou případně, podle náročnosti administrace a doby trvání celého procesu, pokusí zařadit komunikaci opět do silniční sítě. Ještě v roce 2024 ale dohoda mezi krajem Vysočina a městem Světlá nad Sázavou nebyla uzavřena.

#### Autobusové spojení
Autobus do Benetic začal jezdit v roce 1972, poté co byla vyasfaltována silnice.
V roce 1988 probíhala úprava silnice spojující města Světlá nad Sázavou a Ledeč nad Sázavou přes Mrzkovice, autobusové spoje využívající této silnice byly proto odkloněny na silnici vedoucí přes Benetice, což bylo důvodem pro její opravu.
V roce 1993 došlo ke snížení počtu autobusových spojů do Benetic ze tří na dvě denně. V roce 2005 došlo ke zvýšení počtu autobusových spojů do Benetic ze dvou na čtyři denně. Později byl počet spojů snížen tak, že pravidelně autobus do Benetic jezdí jednou denně, dvakrát týdně je přidán ještě jeden autobusový spoj.

### Skelná huť
Nejspíše po lesní kalamitě na Světelsku byla Vítem Schindlerem asi v roce 1752 založena skelná huť.
Do roku 1752 provozoval huť zakladatel Vít Schindler, po něm ji měl až do roku 1767 pronajatou Josef Schindler, syn Víta Schindlera. Po něm ji převzal František Schindler, který byl nájemcem až do roku 1769. Dalším uváděným nájemcem od roku 1773 je Jan Hoffmann. Za jeho působení v huti pracovalo 58 lidí. Po smrti Jana Hoffmanna vedla huť jeho manželka, která se v roce 1786 znovu vdala. Jejím druhým manželem byl rozsochatecký skelmistr František Seewald, který řízení huti později převzal. Za jeho působení bylo v huti zaměstnáno 25 sklářů (8 až 9 tovaryšů, 1 až 2 učni) a sklo bylo dodáváno především firmě Fischer Kittel z Polevska. Po jeho odchodu v roce 1794 do sklárny ve Chraňboži benetická huť zanikla.
Skelná huť byla původně postavena nad dnešní vesnicí u cesty do Pavlova a v roce 1753 byla přemístěna k rybníku pod benetickou myslivnou. Huť byla dobře vybavena, patřila k ní draslovna, rybník a několik chalup. V huti se vyráběly především nápojové soupravy, z nichž většina byla určena pro vývoz do ciziny.
Přítomnost dnes již neexistující huti připomínají některé místní názvy, třeba Na Sušírnách, nebo Sklárenský rybník.

### Jednotné zemědělské družstvo
Po velkém přesvědčování rolníků bylo v obci v roce 1958 založeno jednotné zemědělské družstvo. Ještě téhož roku byly rozorány meze, aby na jaře následujícího roku mohlo začít společné hospodaření. Později se družstvo sloučilo s mrzkovickým družstvem Pokrok a v roce 1975 došlo k jejich sloučení se světelským JZD Nové Lány. V roce 1989 byly pozemky vráceny původním majitelům.

### Přírodní pohromy
V roce 1866 byla do Benetic zavlečena cholera. Od října do listopadu na ni zemřelo 11 lidí. První obětí byla 12. října Anna Kaňkovská z č.p. 11, poslední obětí byl 22. listopadu Václav Novotný z č.p. 5. V domě č.p. 6 zemřeli postupně čtyři lidé.
Ráno 13. června 1932 vyhořel benetický hostinec. Hostinec u Pejcharů vyhořel ještě jednou, o čtyři roky později 29. listopadu 1936. Ve stejný den vyhořela ještě další tři stavení – Polívkům, Zavadilům a Koudelům.

### Historie v datech
- 1375 – první písemná zmínka o Beneticích,
- 1742 – založení skelné hutě Vítem Schindlerem,
- 1752 – nájemcem hutě se stává Josef Schindler,
- 1753 – přeložení skelné hutě na nové místo,
- 1767 – 1769 – nájemcem hutě se stává František Schindler,
- 1773 – nájemcem hutě se stává Jan Hoffmann,
- 1786 – převzetí řízení hutě Františkem Seewaldem,
- 1794 – odchod Františka Seewalda a zánik hutě,
- 1832 – stavba nové budovy myslivny,
- 1836 – začátek stavby silnice spojující Světlou nad Sázavou a Ledeč nad Sázavou,
- 1848 – dokončení stavby silnice spojující Světlou nad Sázavou a Ledeč nad Sázavou,
- 1850 – zřízení obecního úřadu v Beneticích (patřily pod něj i osady Opatovice a Žebrákov),
- 1866 – na choleru zemřelo 11 obyvatel,
- 1869 – sčítání lidu, v Beneticích žilo 136 obyvatel,
- 1916 – odebrání zvonu ze zvoničky pro válečné účely,
- 1931 – osamostatnění Opatovic,
- 1932 – požár, při kterém vyhořel hostinec,
- 1936 – požár, při kterém vyhořela čtyři stavení včetně hostince,
- 1956 – zavedení elektrického proudu,
- 1958 – založení jednotného zemědělského družstva,
- 1960 – zrušení obecního úřadu v Beneticích, obec připadla pod Místní národní výbor v Mrzkovicích
- 1971 – vyasfaltování silnice spojující Světlou nad Sázavou a Ledeč nad Sázavou,
- 1972 – začátek pravidelné autobusové dopravy,
- 1975 – sloučení benetického a mrzkovického družstva s JZD Nové lány ve Světlé nad Sázavou,
- 1980 – Benetice se staly součástí Světlé nad Sázavou,
- 1989 – navrácení pozemků původním majitelům v restitucích,
- 1992 – zrušení ranního autobusu, který vozil děti do školy,[20] od 1. 1. 1993 přestal jezdit
- 1999 – požár, při kterém od blesku vyhořelo jedno stavení (18. září),
- 2000 – posvěcení nové zvoničky,
- 2003 – ustanovení osadního výboru,
- 2006 – areál bývalého pionýrského tábora koupila rodina z Nizozemska,
- 2008
  - spuštění internetových stránek vsi,
  - rodina z Nizozemska rozprodala chatky z areálu bývalého pionýrského tábora,[32]
- 2009 – policie zjistila, že rodina z Nizozemska v areálu bývalého pionýrského tábora pěstovala konopí,[32]
- 2014 – oprava opevnění hráze vodní nádrže a její odbahnění.[33]

## Místní památky

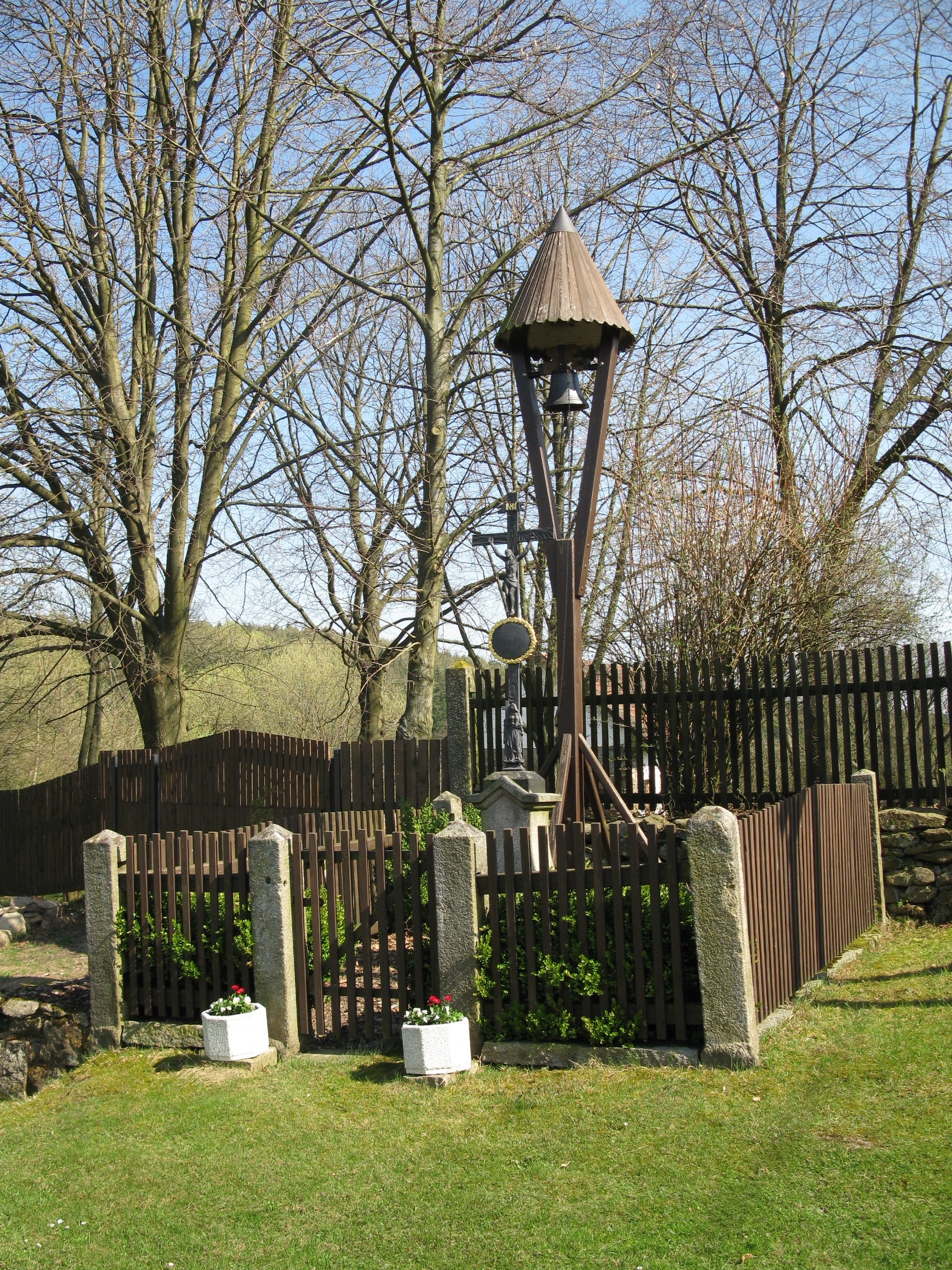
Zvonička

- Zvonička v rohu návsi. Před ní je na kamenném podstavci umístěn litinový kříž. Zvon není původní, neboť ten původní byl v roce 1916 odebrán pro válečné účely. Původní zvonička byla kovová. Nová zvonička a umělecky renovovaný kříž byly posvěceny dne 5. srpna 2000. Obřad byl vykonán kanovníkem Josefem Růtem z Hradce Králové, jehož otec se v Beneticích narodil. Koncelebroval mu mons. Josef Pospíšil.
- Křížek u cesty do Mezilesí

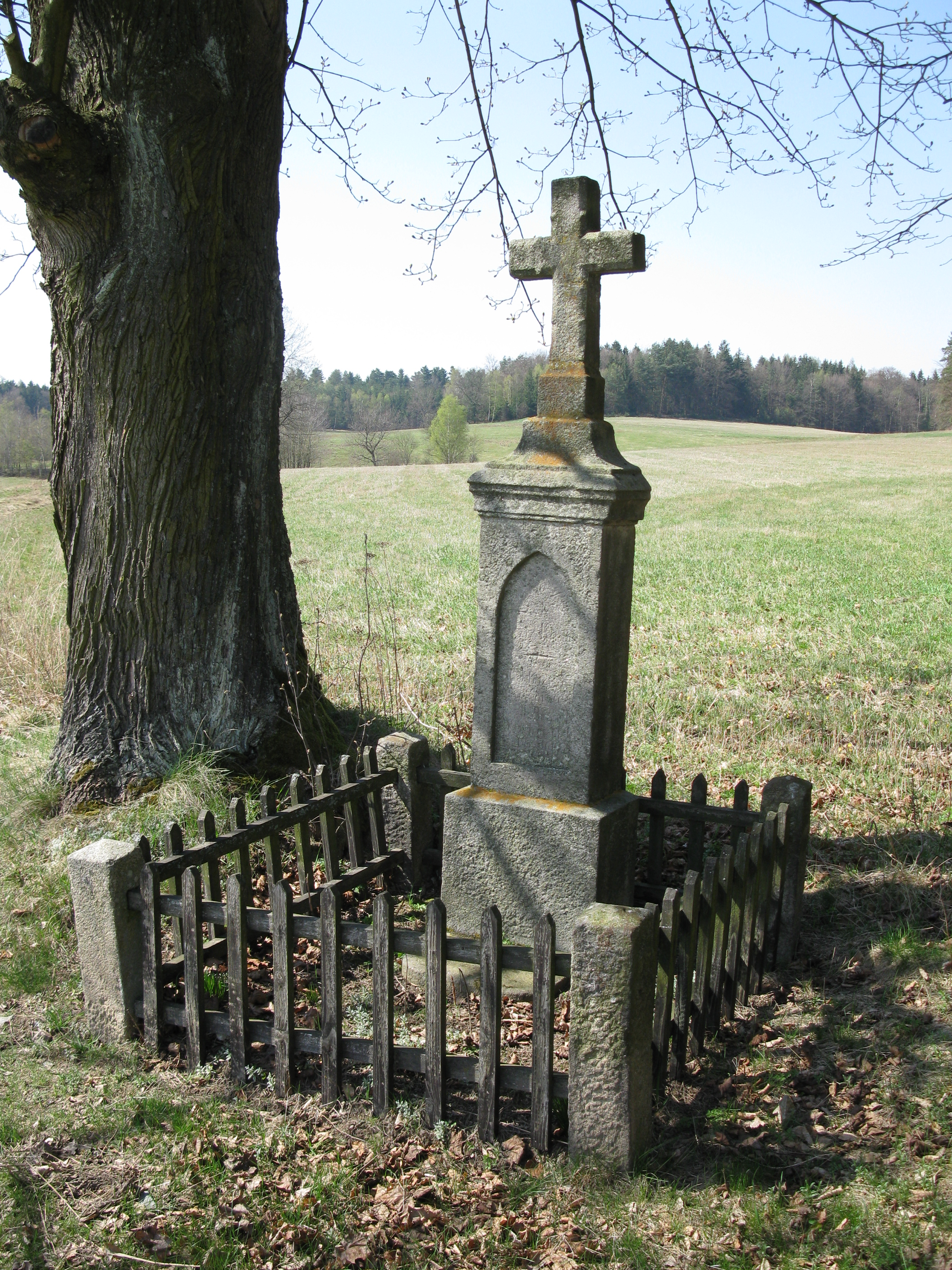
Křížek u cesty do Mezilesí

- Hájenka – Původní budova se nedochovala. V roce 1832 byla na jejím místě postavena současná budova hájenky. Naproti hájence byl postaven pionýrský tábor, jehož se hájenka stala součástí. Pionýrský tábor byl později využíván jako rekreační středisko. Byl zde vybudován venkovní bazén. Za dob socialismu sem jezdili pionýři z různých zemí, hlavně z Maďarska, Polska a Německa.

## Územní plán
Podle územního plánu Světlé nad Sázavou mají být z vesnických místních částí rozvíjeny především Dolní Březinka, Mrzkovice, Závidkovice a Lipnička. Rozvoj Benetic tedy příliš očekáván není, protože nemají vyhovující rozsah infrastruktury a mají horší dopravní napojení na Světlou nad Sázavou, než místní části vybrané pro rozvoj. Předpokládají se především přestavby a rekonstrukce stávající výstavby, které nebudou zasahovat do nezastavěného území. Zastavitelné plochy jsou omezeně vymezené po obvodu stávající zástavby.
Pro novostavby a rekonstrukce jsou pro Benetice a Mezilesí (a Kochánov, Radkovec a samotu u Panuškova dubu) územní plán stanovuje specifické podmínky ochrany krajinného rázu:
- součet velikostí všech zastavěných ploch, zpevněných ploch a jinak stavebně upravených ploch na stavebním pozemku nesmí být vyšší než 25 % z jeho celkové výměry,
- nejsou přípustné budovy čtvercového půdorysu, budovy o půdorysné ploše větší než 50 m² musí mít maximální délku minimálně o 30 % větší než maximální šířku,
- maximální šířka budovy nesmí být větší než 10 m,
- podlaha prvního nadzemního podlaží nesmí být ve větší výšce než 0,6 m nad úrovní stávajícího terénu.
- pokud je do stavby rodinného domu integrována i funkce nesloužící primárně k bydlení (např. garáž, dílna sklad, provozovna apod.), je žádoucí maximální hmotové oddělení obytné části a neobytné části, střecha nad neobytnými částmi proto nesmí být ve stejné rovině jako střecha nad částmi obytnými.

Podmínky ochrany krajinného rázu nebyly dohodnuty s příslušným orgánem ochrany přírody, dopady na krajinný ráz musí být s příslušným orgánem řešeny individuálně.

## Okolní obce a osady
- Vilémovice,
- Pavlov,
- Svatojánské Hutě,
- Opatovice,
- Žebrákov,
- Horní Březinka,
- Dolní Březinka,
- Mrzkovice,
- Leštinka,
- Pavlíkov.

## Známé osobnosti spojené s Beneticemi
- Ota Pajer – fotograf,
- Monika Mac Donagh Pajerová – předsedkyně občanského sdružení Ano pro Evropu,
- Emma Smetanová – herečka, muzikantka a bývalá moderátorka zpráv,
- Kateřina Bursíková Jacques – politička,
- Jiří Sozanský – sochař a malíř.

## Fotografie

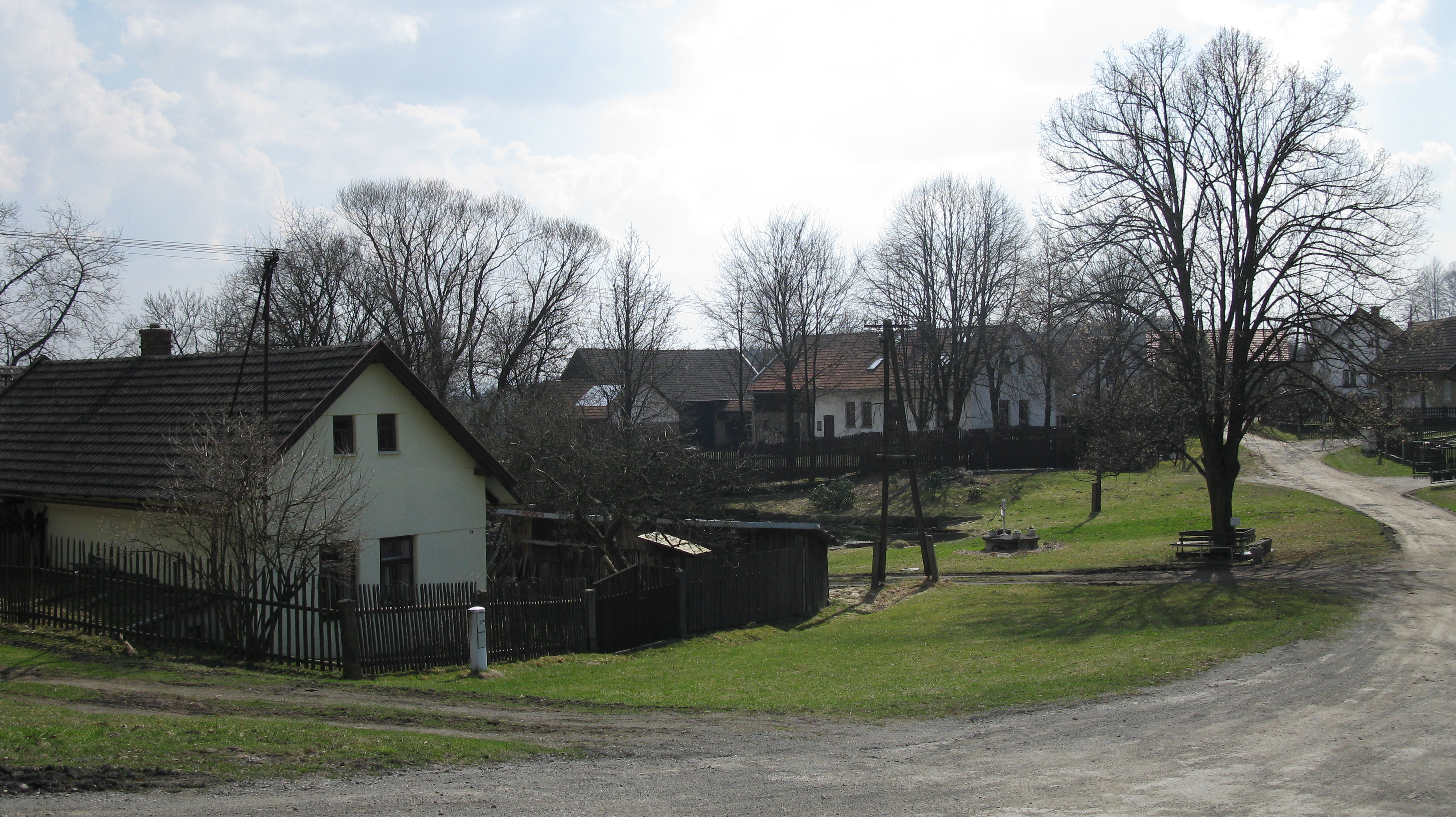
Náves (jaro 2009)
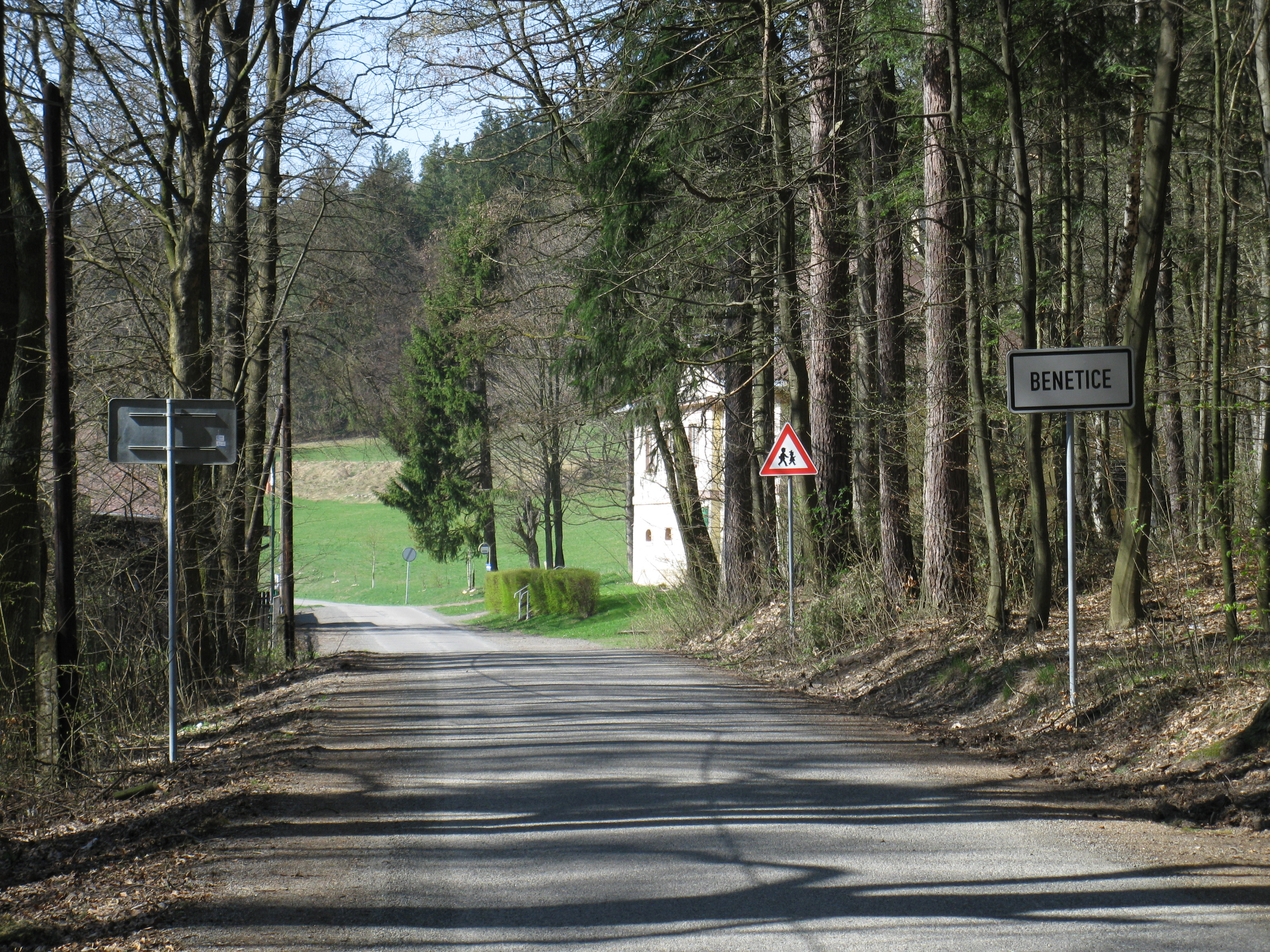
Silnice od Světlé nad Sázavou
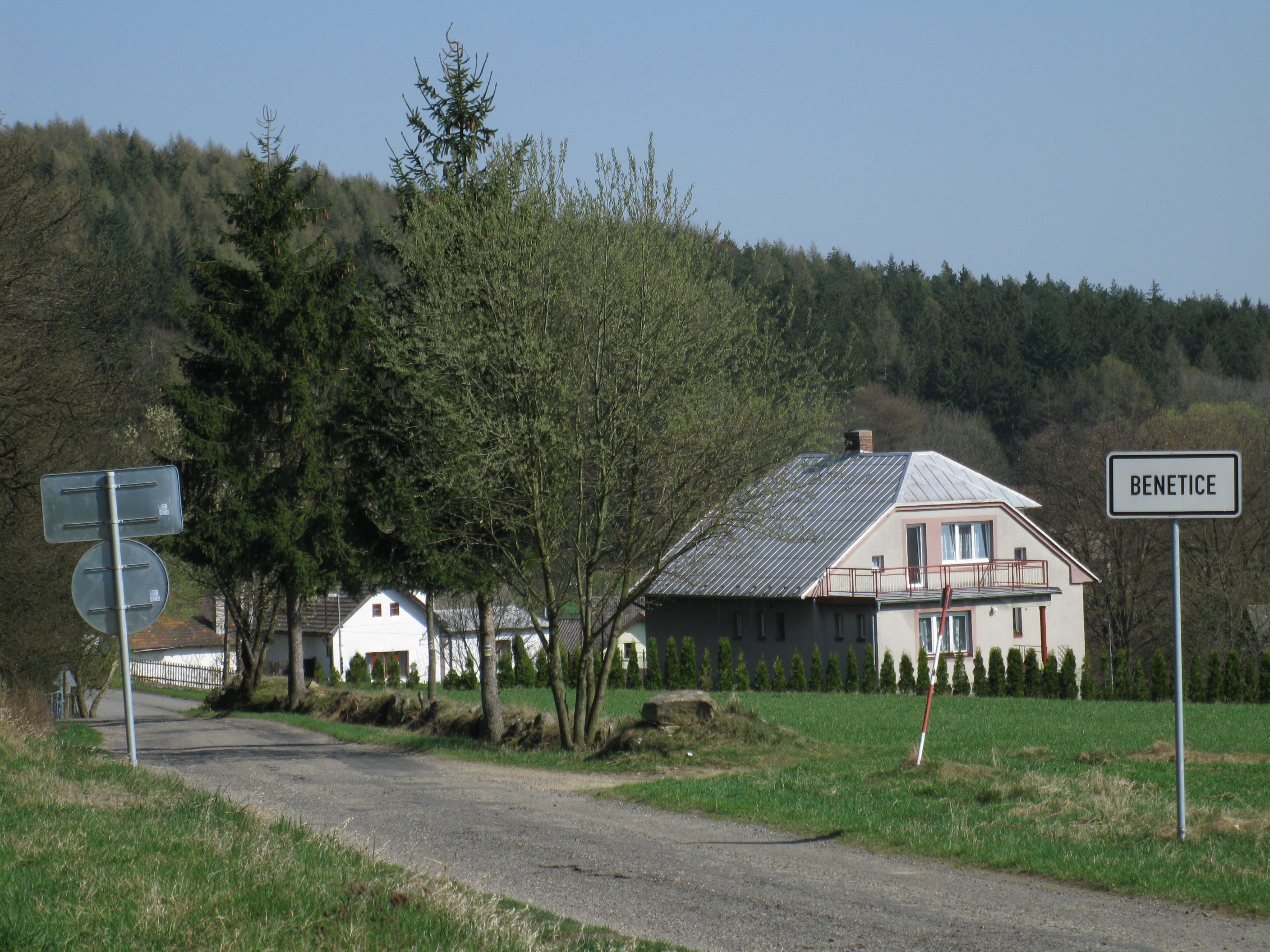
Silnice od Ledče nad Sázavou
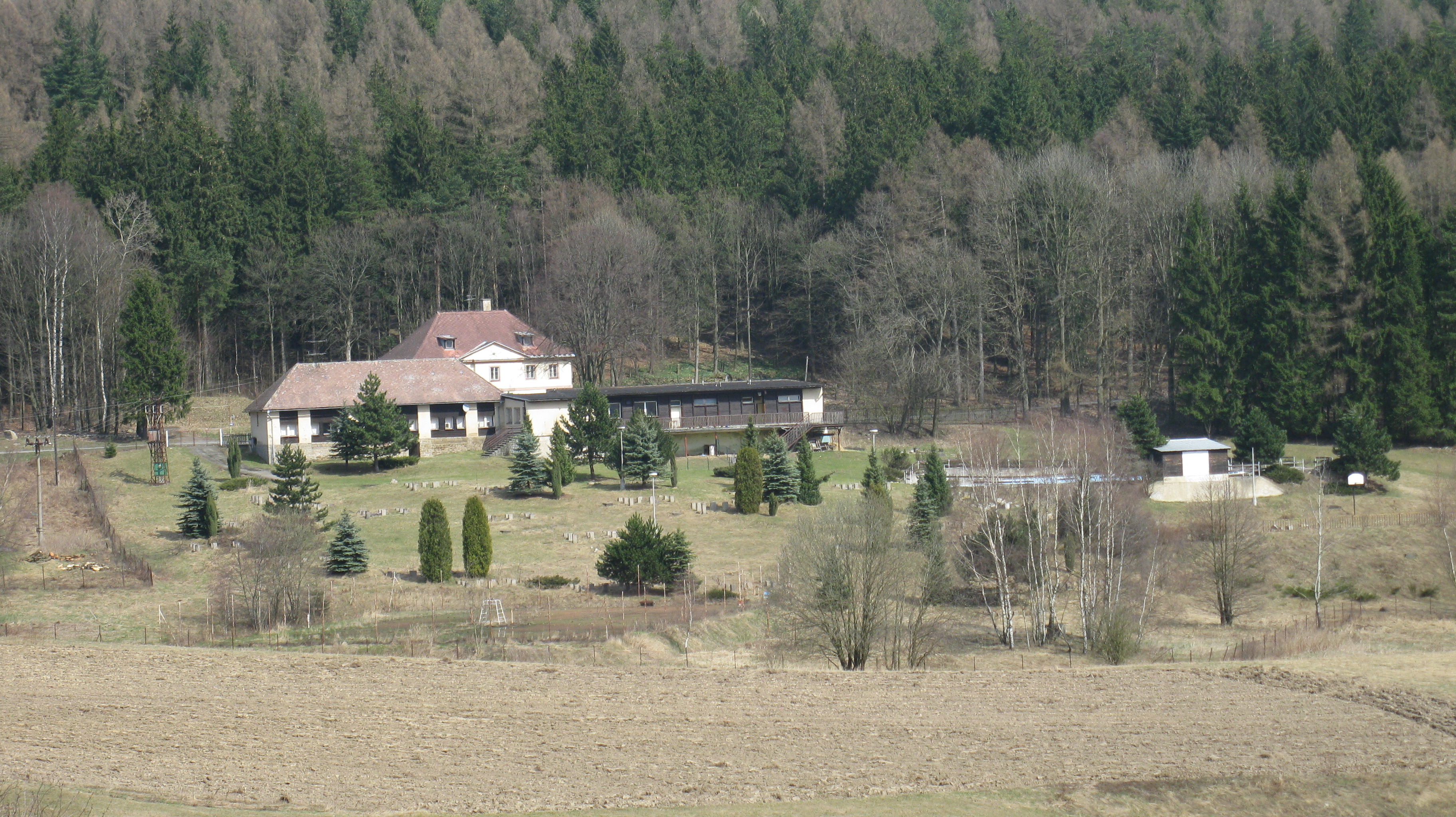
Rekreační středisko v Beneticích
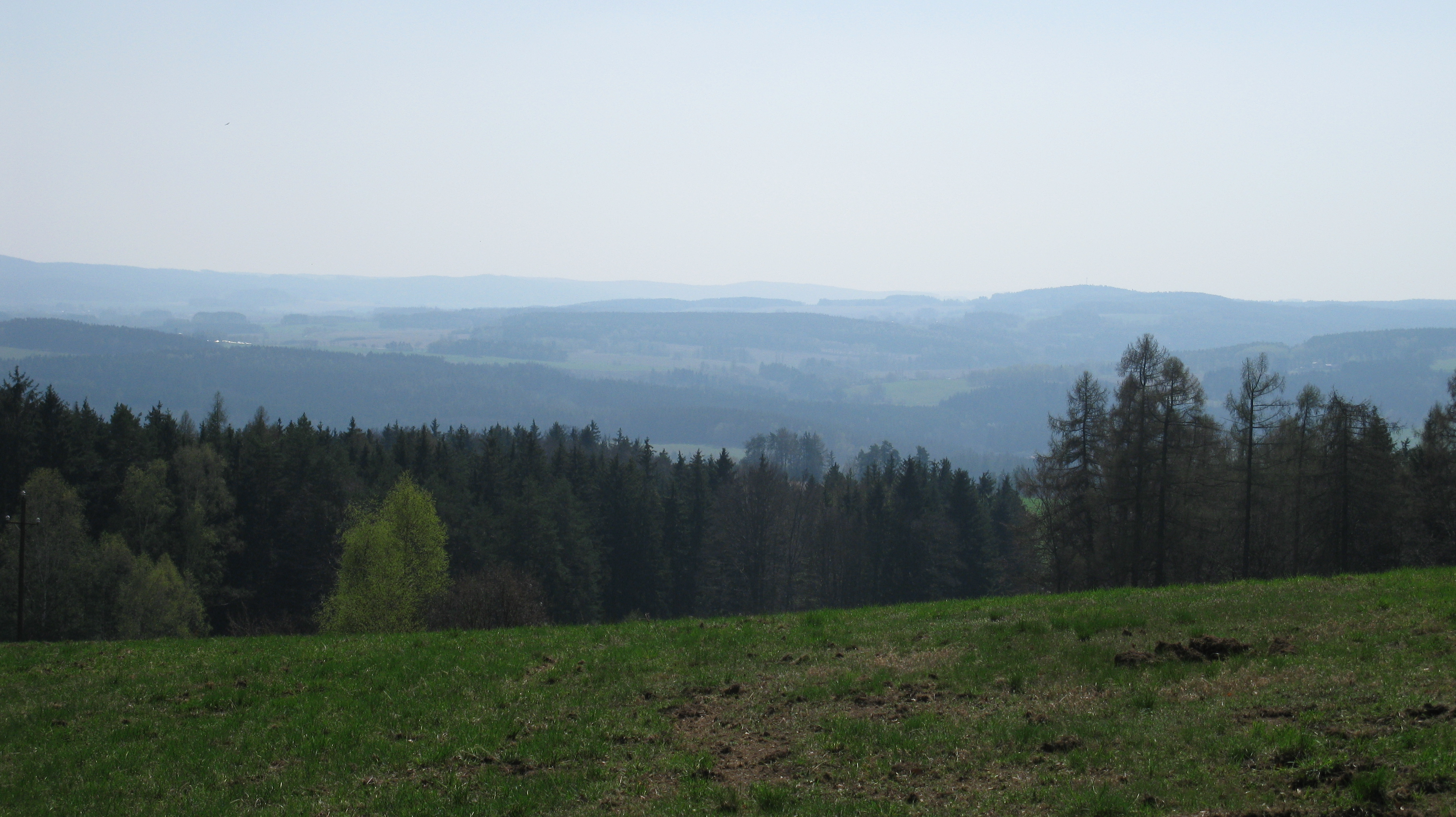
Pohled z Benetic na druhý břeh řeky Sázavy
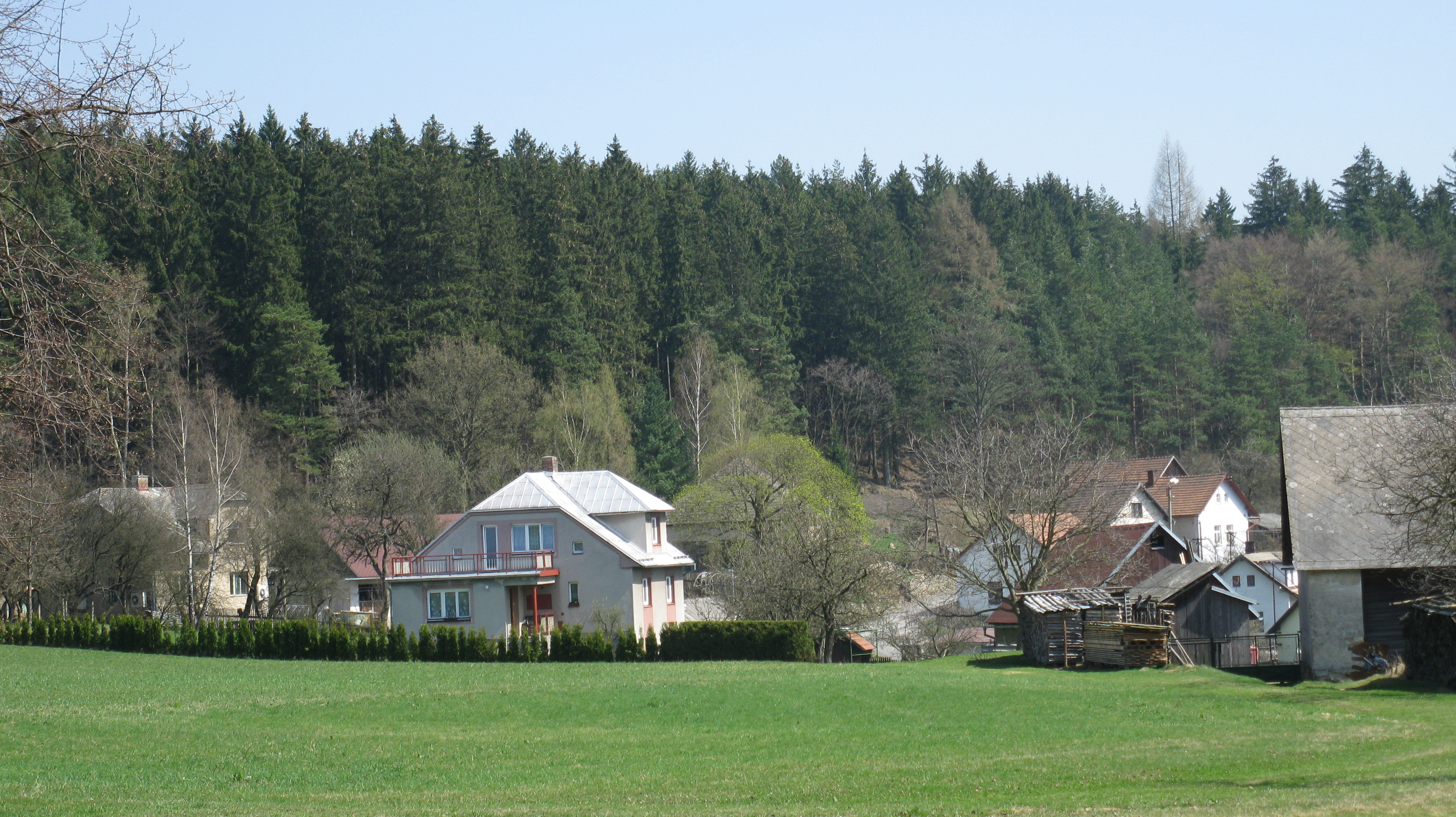
Pohled na obec
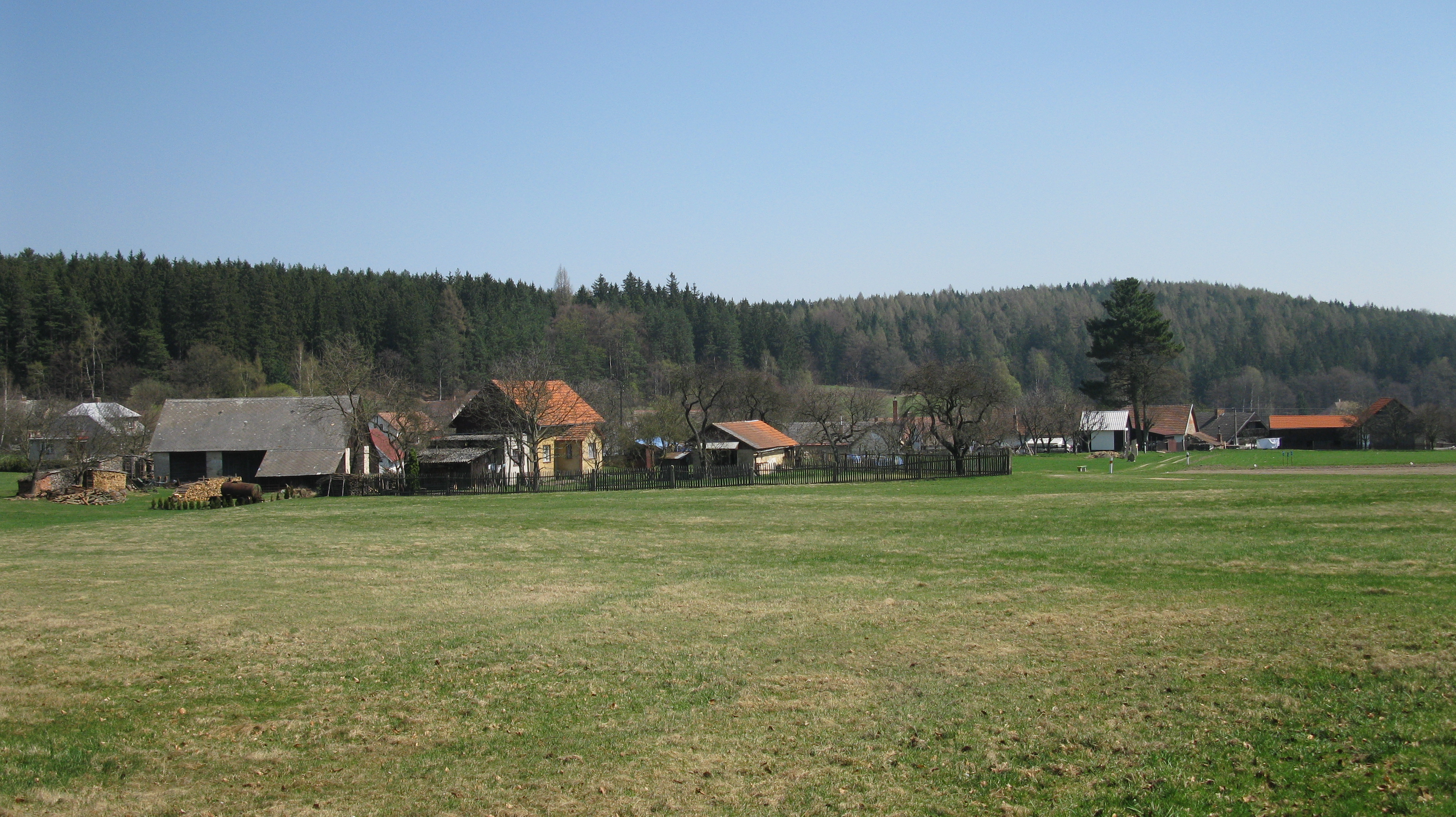
Pohled na obec
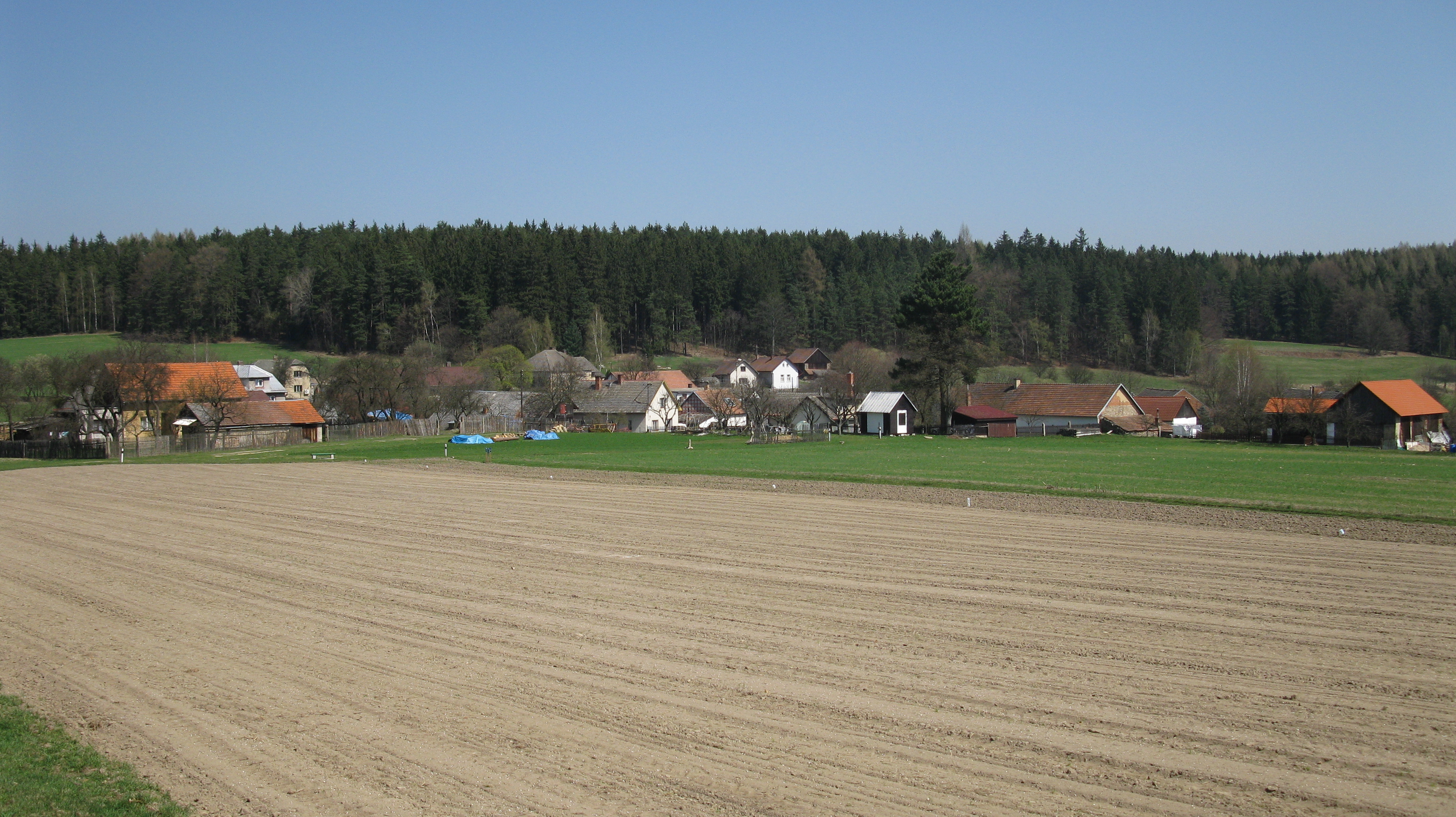
Pohled na obec
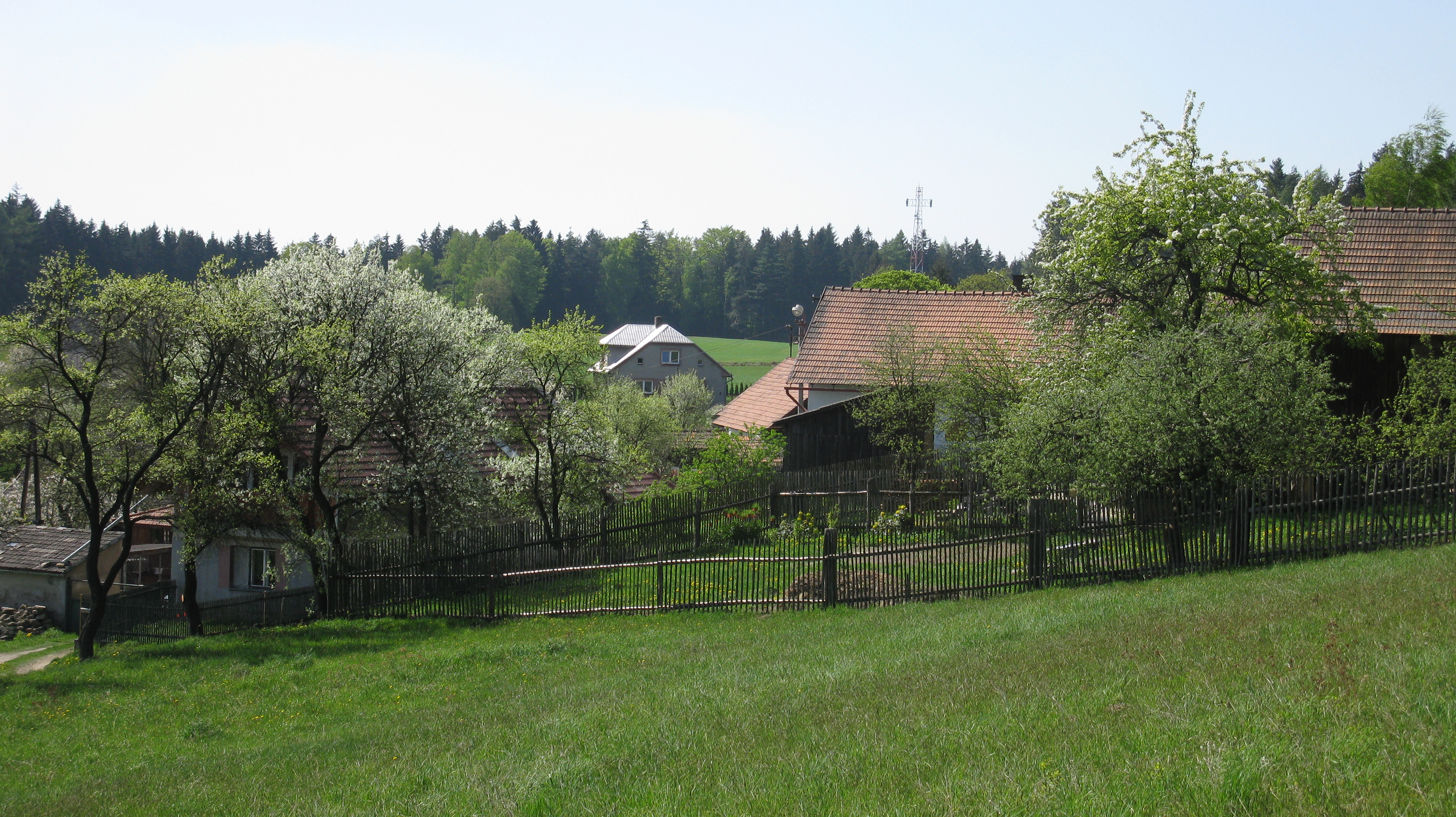
Pohled na obec

## Zmínky o Beneticích
V roce 1990 se v Beneticích a blízkém okolí natáčel film Mrtvý les, ve kterém hlavní roli ztvárnil Tomáš Hanák.